# Supercopa d'Europa de futbol 2012
La Supercopa d'Europa 2012 fou la 37a edició de la Supercopa d'Europa de futbol, una competició anual de futbol organitzada per la UEFA i disputada pels campions regnants de les dues principals competicions europees de clubs, la Lliga de Campions de la UEFA i la Lliga Europa de la UEFA. Es va jugar a l'Estadi Louis II a Mònaco el 31 d'agost de 2012, entre el campió de la Lliga de Campions de la UEFA 2011–12, el Chelsea FC anglès i el campió de la UEFA Europa League 2011-2012, l'Atlètic de Madrid espanyol.
Fou la darrera edició de la Supercopa en jugar-se a l'Estadi Louis II, que havia estat la seu de la competició des de 1998, ja que es va decidir que les edicions futures es fessin en diferents seus, començant a la de 2013, que s'hauria d ejugar a l'Eden Arena de Praga.
L'Atlètic de Madrid va vèncer el Chelsea FC 4–1, i va guanyar així la seva segona supercopa d'Europa.

## Seu
L'estadi Louis II de Mònaco ha estat la seu de totes les edicions de la Supercopa de la UEFA des de 1998. Bastit el 1985, l'estadi és també la seu de l'AS Monaco, que juga a la lliga francesa de futbol.
La capacitat neta de l'estadi Louis II era de 18,000 seients. Al voltant del 70 per cent de les entrades estaven reservades pel públic en general i pels aficionats dels dos clubs. Chelsea i Atlético van distribuir les seves entrades directament entre els seus seguidors. Les entrades disponibles pel públic en general eren de Categoria 1 (Première) davant de la tribuna principal, a un preu de 70 €. El procés de venda international d'entrades al públic general va començar, exclusivament via UEFA.com, el 15 de juny, i acabà el 2 de juliol.

## Equips
| Equip             | Qualificació                                      | Participacions prèvies (la negreta significa victòria) |
| ----------------- | ------------------------------------------------- | ------------------------------------------------------ |
| Chelsea FC        | Campió de la Lliga de Campions de la UEFA 2011–12 | 1998                                                   |
| Atlètic de Madrid | Campió de la UEFA Europa League 2011-2012         | 2010                                                   |

El matx entre equips de l'estat espanyol i anglesos a la Supercopa d'Europa s'havia produït prèviamente en quatre ocasions (1979, 1980, 1982, 1998), i els anglesos havien guanyat tres dels quatre trofeus.

## El partit

### Detalls
| Chelsea FC | 1–4  | Atlètic de Madrid                 |
| ---------- | ---- | --------------------------------- |
| Cahill 75' | Acta | Falcao 6', 19', 45' · Miranda 60' |

| Chelsea | Atlético de Madrid |

| GK                | 1  | Petr Čech          |     |     |
| RB                | 2  | Branislav Ivanović | 29' |     |
| CB                | 24 | Gary Cahill        |     |     |
| CB                | 4  | David Luiz         |     |     |
| LB                | 3  | Ashley Cole        |     | 90' |
| CM                | 12 | Mikel John Obi     |     |     |
| CM                | 8  | Frank Lampard (c)  |     |     |
| RW                | 7  | Ramires            |     | 46' |
| AM                | 17 | Eden Hazard        |     |     |
| LW                | 10 | Juan Mata          |     | 81' |
| CF                | 9  | Fernando Torres    |     |     |
| Suplents:         |    |                    |     |     |
| GK                | 22 | Ross Turnbull      |     |     |
| DF                | 34 | Ryan Bertrand      |     | 90' |
| MF                | 6  | Oriol Romeu        |     |     |
| MF                | 11 | Oscar              |     | 46' |
| MF                | 16 | Raul Meireles      |     |     |
| FW                | 23 | Daniel Sturridge   |     | 81' |
| FW                | 13 | Victor Moses       |     |     |
| Entrenador:       |    |                    |     |     |
| Roberto Di Matteo |    |                    |     |     |

| GK            | 13 | Thibaut Courtois   |  |     |
| RB            | 20 | Juanfran           |  |     |
| CB            | 23 | Miranda            |  |     |
| CB            | 2  | Diego Godín        |  |     |
| LB            | 3  | Filipe Luís        |  |     |
| DM            | 4  | Mario Suárez       |  |     |
| DM            | 14 | Gabi (c)           |  |     |
| RW            | 7  | Adrián López       |  | 56' |
| AM            | 6  | Koke               |  | 81' |
| LW            | 10 | Arda Turan         |  |     |
| CF            | 9  | Radamel Falcao     |  | 87' |
| Suplents:     |    |                    |  |     |
| GK            | 25 | Sergio Asenjo      |  |     |
| DF            | 17 | Sílvio             |  |     |
| DF            | 18 | Cata Díaz          |  |     |
| MF            | 8  | Raúl García        |  | 81' |
| MF            | 21 | Emre Belözoğlu     |  | 87' |
| MF            | 11 | Cristian Rodríguez |  | 56' |
| FW            | 19 | Diego Costa        |  |     |
| Entrenador:   |    |                    |  |     |
| Diego Simeone |    |                    |  |     |

| Millor jugador del partit: Radamel Falcao (Atlético de Madrid) Àrbitres assistents: Primož Arhar (Eslovènia) Matej Žunič (Eslovènia) Quart àrbitre: Bojan Ul (Eslovènia) Àrbitres assistents addicionals: Matej Jug (Eslovènia) Slavko Vinčić (Eslovènia) | Regles del partit - 90 minuts. - 30 minuts de temps afegit en cas necessari. - Tanda de penals en cas d'empat després del temps afegit. - Set suplents disponibles. - Tres canvis permesos com a màxim. |

| Supercopa d'Europa 2012       |
| ----------------------------- |
| Espanya                       |
| Atlètic de Madrid Segon títol |

### Estadístiques
| Estadística           | Chelsea | Atlético de Madrid |
| --------------------- | ------- | ------------------ |
| Gols marcats          | 0       | 3                  |
| Xuts totals           | 5       | 11                 |
| Xuts entre els 3 pals | 4       | 7                  |
| Recuperacions         | 4       | 4                  |
| Possessió             | 58%     | 42%                |
| LLanç. de córner      | 1       | 1                  |
| Faltes comeses        | 5       | 9                  |
| Fores de joc          | 1       | 2                  |
| Targetes grogues      | 1       | 0                  |
| Targetes vermelles    | 0       | 0                  |

| Estadística           | Chelsea | Atlètic de Madrid |
| --------------------- | ------- | ----------------- |
| Gols marcats          | 1       | 1                 |
| Xuts totals           | 7       | 7                 |
| Xuts entre els 3 pals | 3       | 5                 |
| Recuperacions         | 4       | 2                 |
| Possessió             | 56%     | 44%               |
| LLanç. de córner      | 2       | 5                 |
| Faltes comeses        | 8       | 9                 |
| Fores de joc          | 0       | 0                 |
| Targetes grogues      | 0       | 0                 |
| Targetes vermelles    | 0       | 0                 |

| Estadística           | Chelsea | Atlètic de Madrid |
| --------------------- | ------- | ----------------- |
| Gols marcats          | 1       | 4                 |
| Xuts totals           | 12      | 18                |
| Xuts entre els 3 pals | 7       | 12                |
| Recuperacions         | 8       | 6                 |
| Possessió             | 57%     | 43%               |
| LLanç. de córner      | 3       | 6                 |
| Faltes comeses        | 13      | 18                |
| Fores de joc          | 1       | 2                 |
| Targetes grogues      | 1       | 0                 |
| Targetes vermelles    | 0       | 0                 |